# Crypturellus cinnamomeus

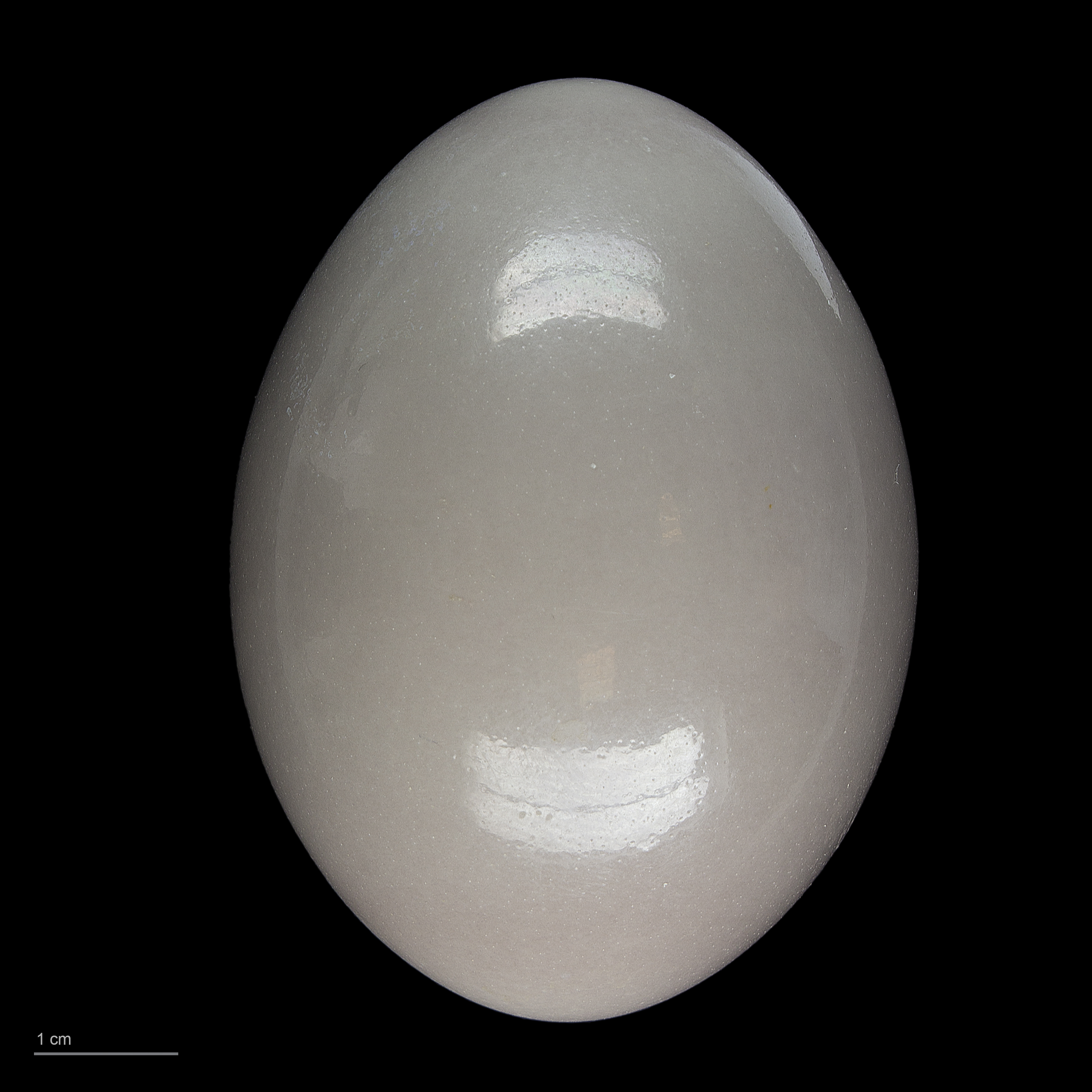
uovo di Crypturellus cinnamomeus

Il tinamo cannella (Crypturellus cinnamomeus (Lesson, 1842)) è un uccello della famiglia dei Tinamidi diffuso in Messico centrale e meridionale, Guatemala, Belize settentrionale, Honduras, El Salvador, Nicaragua occidentale, Costa Rica nord-occidentale.

## Tassonomia
Sono riconosciute 9 sottospecie:
- Crypturellus cinnamomeus cinnamomeus (Lesson, 1842). Aree costiere del Messico sud-orientale (stato del Chiapas), El Salvador, Guatemala e Honduras.
- Crypturellus cinnamomeus delattrii (Bonaparte, 1854). Bassopiani costieri (costa del Pacifico) del Nicaragua: dipartimenti di Chinandega, León, Managua, Carazo, Masaya, Granada e Rivas.
- Crypturellus cinnamomeus goldmani (Nelson, 1901). Aree costiere della penisola dello Yucatán ovvero: stati messicani di Yucatán, Quintana Roo, Campeche e Tabasco orientale, parte settentrionale del dipartimento guatemalteco di Petén, Guatemala e Belize settentrionali.
- Crypturellus cinnamomeus mexicanus (Salvadori, 1895). Aree costiere del Messico nord-orientale: stati di Puebla, Tamaulipas e Veracruz settentrionale.
- Crypturellus cinnamomeus occidentalis (Salvadori, 1895). Aree costiere del Messico centro-occidentale: stati di Sinaloa, Nayarit, Jalisco, Colima, Michoacán e Guerrero.
- Crypturellus cinnamomeus praepes (Bangs & Peters, 1927). Costa Rica nord-occidentale: province di Guanacaste e Puntarenas (parte settentrionale).
- Crypturellus cinnamomeus sallaei (Bonaparte, 1856). Aree costiere del Messico sud-occidentale: stati di Puebla, Chiapas, Oaxaca e Veracruz meridionale.
- Crypturellus cinnamomeuss oconuscensis (Brodkorb, 1939). Declivio sul Pacifico degli stati messicani del Chiapas e Oaxaca.
- Crypturellus cinnamomeus vicinior (Conover, 1933). Altopiani del Chiapas (Messico), Guatemala e Honduras occidentale.